# Gero Miesenböck
Gero Andreas Miesenböck (1965) FRS é um neurofisiologista austríaco.
Em 2013 recebeu o Prêmio Brain e o Prêmio Gabbay. Foi eleito membro da Royal Society em 2015. Recebeu o Prêmio Heinrich Wieland de 2015 e a Medalha Wilhelm Exner de 2016.
Miesenböck foi eleito membro da Organização Europeia de Biologia Molecular (EMBO) em 2008, membro da Organização Europeia de Biologia Molecular em 2012, da Academia Austríaca de Ciências em 2014, da Academia Leopoldina em 2016, e da Academia Europaea em 2017.
Em 2019 Miesenböck recebeu o Prêmio Rumford por "contribuições extraordinárias relacionadas coma invenção e refinamento da optogenética", com Ernst Bamberg, Ed Boyden, Karl Deisseroth, Peter Hegemann e Georg Nagel. No mesmo ano recebeu com Boyden, Deisseroth e Hegemann o Warren Alpert Foundation Prize.